# Sanys carnina
Sanys carnina là một loài bướm đêm trong họ Erebidae.